# Деніз Шмандт Бессерат
Деніз Шмандт Бессерат (народилась 10 серпня 1933 р.) — франко-американська археологіня і колишння професорка з мистецтва і археології стародавнього Близького Сходу.

## Освіта
Шмандт Бессерат навчалася в Школі Лувру.

## Кар'єра
Шмандт Бессерат працювала над походженням письма, розрахунками та характером управління інформаційними системами в суспільстві. Її публікації на ці теми включають
- «Перед написанням» (2 томи), Техаський університет Публікацій 1992;
- «Як виникла писемність», Техаський університет Публікацій, 1996;
- «Історія підрахунку», Морроу молодший 1999
- «Коли писемність стала мистецтвом»(Техаський університет Публікацій, 2007), а також:
- численні статті у провідних наукових і популярних журналах, серед яких: «Science», «Scientific American», «Archaeology», «American Journal of Archaeology» та «Archaeology Odyssey».

Її роботи були широко розповсюджені в засобах масової інформації («Scientific American», «Time», «Life», «New York Times», «Washington Post», «Los Angeles Times», «Christian Science Monitor».) Її показували в декількох телевізійних програмах, таких як: «Із минулого» (Discovery Channel), «Відкриття»(Disney Channel), «Природа речей» (CBC), «Пошук рішень» (PBS), і «Говорити правду» (NBC).
В 2004 році вона завершила свою діяльність як професор Мистецтв і Середньосхідних досліджень в Університеті Техасу в Остіні .
У своїй останній книзі «Коли писемність стане мистецтвом» (2007), Шмандт Бессерат досліджувала вплив грамотності на візуальне мистецтво. Вона показала, що перед написанням, мистецтво стародавнього Близького Сходу в основному складалося з повторюваних мотивів. Але після написання, такі умовності Месопотанського рукопису, як семантичне використання форми, розміру, порядку та розміщення знаків на дощечці, використовувались, щоб зобразити суть складних візуальних розповідей. Вона також одночасно підкреслює, що мистецтво зіграло вирішальну роль в еволюції написання від простої системи обліку до літератури, коли похоронні написи і обітниці почали розміщуватися на пам'ятниках мистецтва.
Справжнім інтересом Шмандт Бессерат є когнітивні аспекти формальної системи, яка функціонувала для покращення роботи людського мозку для збору, обробки, зберігання та вилучення даних. Вона показує, як обробка збільшення обсягу даних через тисячі років змусить людей думати більш абстрактно. Вона також продовжує робити свої дослідження щодо символіки неоліту на місці Айн Газаль, недалеко від Аммана, в Йорданії.